# Hans Georg Vaupel

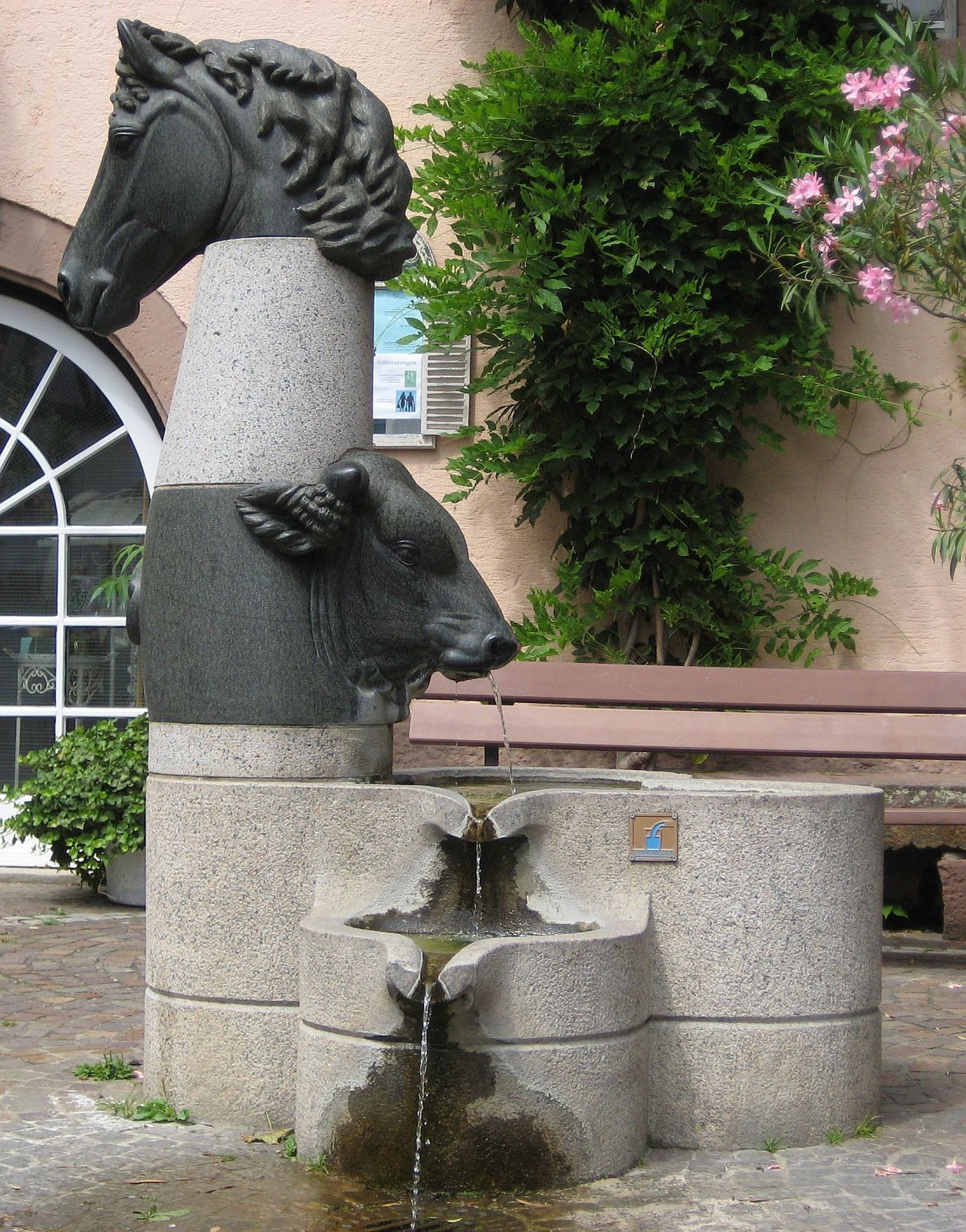
Rappenbrunnen in Karlsruhe-Durlach

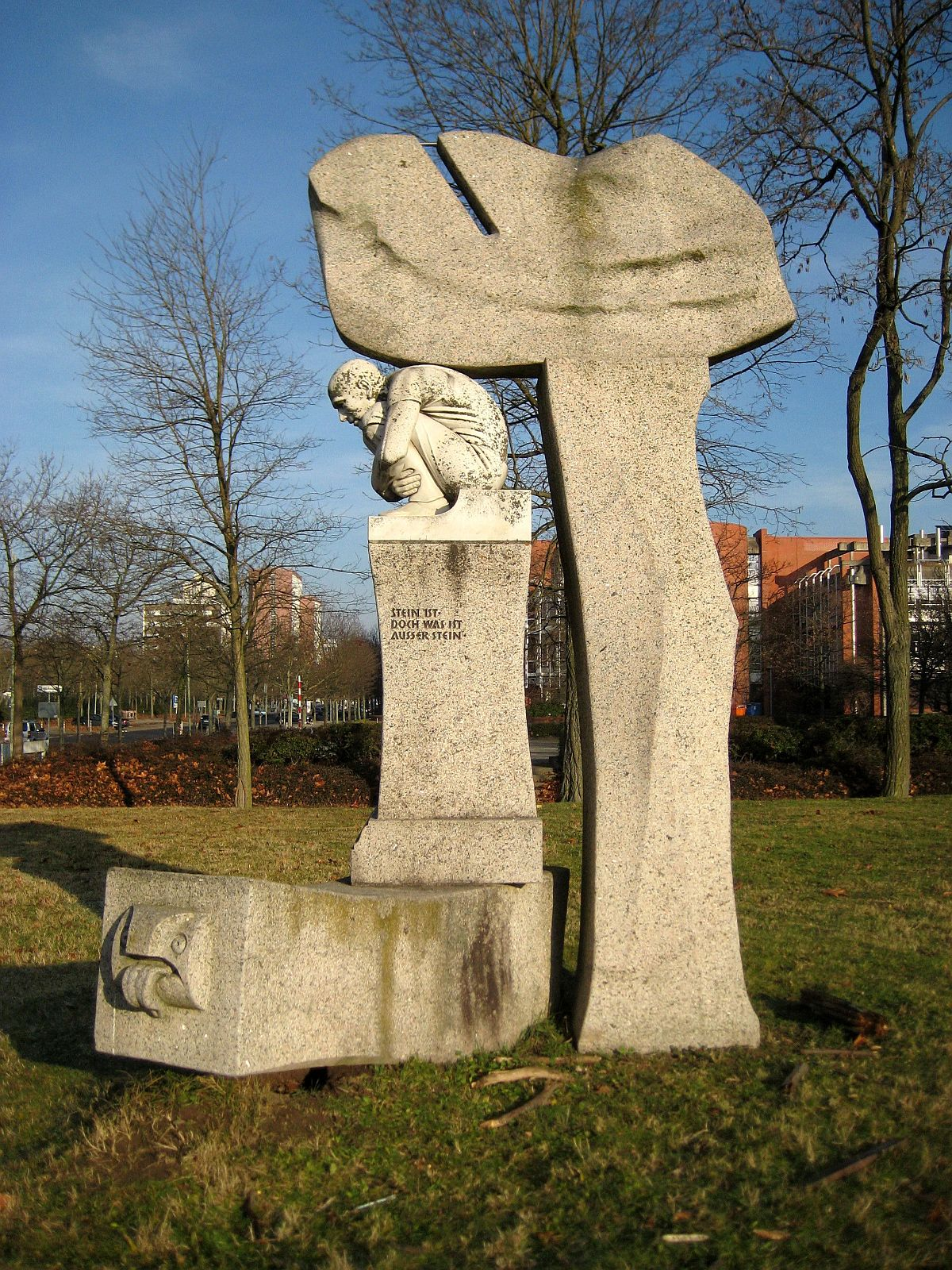
Skulptur an der Elisabeth-Selbert-Schule in Karlsruhe

Hans Georg Vaupel (* 11. September 1934 in Bochum; † 24. Februar 2024 in Karlsruhe) war ein deutscher Bildhauer.

## Leben und Werk
Hans Georg Vaupel studierte von 1952 bis 1954 an der Folkwangschule Essen Bildhauerei. Von 1954 bis 1956 unterbrach er sein Studium für eine Studienreise durch Griechenland und Italien. Anschließend setzte er sein Studium fort: von 1957 bis 1959 an der Werkkunstschule in Wiesbaden sowie von 1959 bis 1961 an der Akademie der Bildenden Künste in Karlsruhe bei Wilhelm Loth.
Seit 1957 lebte und arbeitete Vaupel in Karlsruhe. 1965 erhielt er den Kunstpreis der Stadt Karlsruhe. Sein bekanntestes Werk ist die 1985 geschaffene Skulptur an der Elisabeth-Selbert-Schule. Die Skulptur ist 3,10 m hoch und besteht aus Granit sowie einer Marmorfigur. Ebenfalls schuf er den Rappenbrunnen in Karlsruhe-Durlach. Dieser hat eine Höhe von 2,10 m und besteht aus Granit. Er ist mit je einem Pferde- und Ochsenkopf aus Diabas ausgestattet ist, die den Namen der Rappen- und Ochsentorstraße symbolisieren.

## Preise
- 1965: Kunstpreis der Stadt Karlsruhe

## Werke (Auswahl)
- Skulptur an der Elisabeth Selbert Schule in Karlsruhe, 1985
- Rappenbrunnen in Karlsruhe-Durlach, 1991
- Büste für Rudolf Criegee im Institut für Organische Chemie, Karlsruhe, 1990

## Ausstellungen
- 1997, Schlossgarten Schwetzingen, Xylon Museum+Werkstätten